# Sant'Alessio con Vialone
Sant'Alessio con Vialone (Sant'Aless in dialetto pavese) è un comune italiano di 1 052 abitanti della provincia di Pavia in Lombardia. Si trova nel Pavese centrale, alla destra dell'Olona. È situato a nord di Cura Carpignano, a sud di Bornasco, a sud-ovest di Lardirago, a est di Pavia e San Genesio ed Uniti, e a ovest di Roncaro. Presso l'antico Castello si trova il parco faunistico Oasi di Sant'Alessio.

## Geografia fisica
Il territorio è prevalentemente pianeggiante, caratteristico della pianura lombarda, ed è attraversato da canali e corsi d'acqua utilizzati per l'irrigazione. È una zona con un'importante attività agricola, in particolare coltivazioni di riso (Vialone Nano).

### Clima
Il clima è subtropicale umido. La temperatura media è di 13 °C. Il mese più caldo è luglio, con 24 °C, e il più freddo è gennaio, con -2 °C. La piovosità media è di 1.638 millimetri all'anno. Il mese più piovoso è novembre, con 274 millimetri di pioggia, e il più secco è settembre, con 83 millimetri.

## Origine del nome
Il toponimo è l'unione del nome Sant'Alessio e del termine Vialone, trasformazione di vicalone, derivante dal latino vicalis, forma aggettivale di vicus che significa "gruppo di case" o "borgo abitato da cittadini".

## Storia

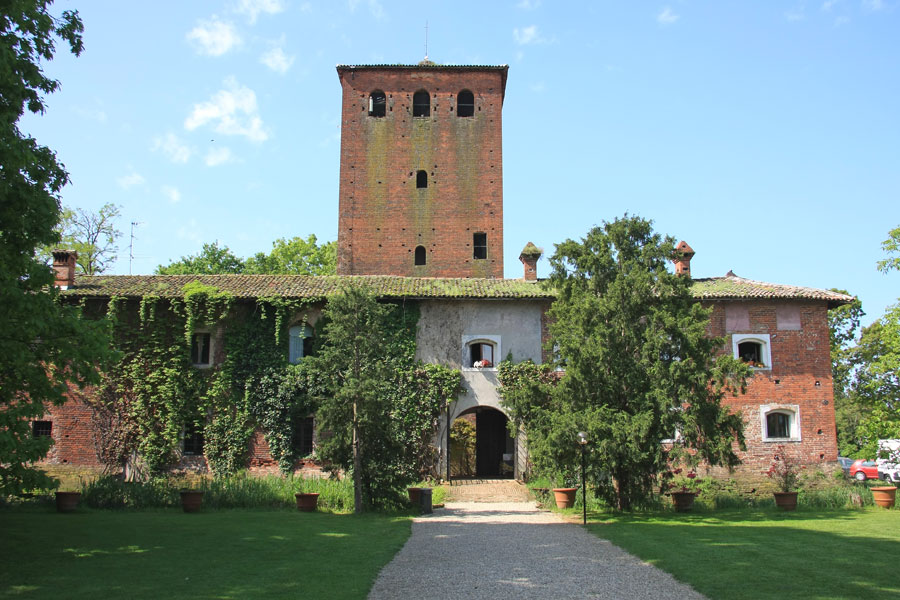
Castello di Sant'Alessio

Noto come Sancto Alexjo fin dal XII secolo, appartenne alla nobile famiglia Canepanova di Pavia, cui fu tolto (insieme al castello) dai Beccaria nel XIV secolo. Un ramo di questa casata prese nome da Sant'Alessio, poi Beccaria di Montebello. Dopo l'estinzione di tale ramo (1629) il paese non fu più infeudato. Faceva parte della Campagna Sottana di Pavia. Nel 1512 fu saccheggiato dagli Svizzeri e nel 1527 dai Francesi. Nel XVIII secolo gli furono aggregati i piccoli comuni di Lossano e Guardabiate. Nel 1841 fu infine aggregato a Sant'Alessio anche il comune di Vialone. Nel 1863 prese il nome di Sant'Alessio con Vialone; nel 1929 fu soppresso e unito a Lardirago, ma nel 1947 riacquistò l'autonomia.

### Simboli
Lo stemma del Comune di Sant'Alessio con Vialone è stato concesso con il decreto del presidente della Repubblica del 30 novembre 2005.
(D.P.R. 30.11.2005)
Il gonfalone è un drappo di azzurro.

## Monumenti e luoghi d'interesse

### Architetture civili
- Castello di Sant'Alessio, documentato almeno dal XIV secolo, conserva l'originale impianto medievale[5]

### Architetture religiose
- Chiesa di sant'Alessio, esistente già nel medioevo, fu riedificata nel XVII secolo.

### Aree naturalistiche
Attorno al Castello si trova un'oasi naturalistico-faunistica all'interno della quale si sono ricreati ambienti tipici non solo della Pianura Padana, bensì anche delle foreste pluviali, in particolare di quella amazzonica.

## Società

### Evoluzione demografica
Abitanti censiti

### Etnie e minoranze straniere
L'1,16% della popolazione è rumena (12 persone), l'1,07% è albanese (11 persone), lo 0,78% è marocchina (8 persone), lo 0,68% è indiana (7 persone), lo 0,58% è libanese (6 persone), il 0,29% è sia ecuadoriana che peruviana (6 persone), e lo 0,10% è sia moldava che pakistana (2 persone).

## Cultura
Sagra del Riso Vialone
La "Festa del Riso Vialone" viene organizzata nei primi giorni del mese di Settembre di ogni anno e celebra la scoperta del Riso Vialone, avvenuta nel 1904, attraverso eventi culturali come mostre e convegni. Inoltre è un modo per ricordare ed apprendere, per quanto riguarda le nuove generazioni, le tradizioni della cultura produttiva locale. Professori Universitari, agricoltori e le più importanti autorità della Provincia di Pavia vengono invitate alla tradizionale "CULASION DI SCIUR SINDIC", giornata dedicata a congressi sul Riso, mostre fotografiche dei paesaggi bucolici di Sant'Alessio con Vialone ed assaggi di diversi piatti tipici locali.

## Economia
A causa dell'esiguo numero di abitanti questa piccola comunità vanta la presenza di strutture burocratico-amministrative in grado di garantire soltanto il minimo necessario al soddisfacimento delle esigenze primarie della popolazione: fatta eccezione, infatti, per gli uffici deputati al funzionamento dei consueti servizi municipali e postali, non se ne registrano altri degni di nota. Il sindaco, all'occorrenza, è investito anche delle funzioni di autorità di pubblica sicurezza, poiché manca sul posto una stazione dei carabinieri.
L'economia locale continua a basarsi quasi esclusivamente sulle tradizionali attività rurali, praticate con successo attraverso qualche azienda agricola, grazie alle favorevoli caratteristiche del terreno: si coltivano soprattutto cereali, frumento e foraggi; la popolazione si dedica anche all'allevamento di bovini e suini. L'industria è pressoché inesistente e anche le attività terziarie sono poco sviluppate: esse infatti possono contare soltanto sui pochi servizi forniti dalla pubblica amministrazione e su un solo esercizio di distribuzione al dettaglio.
Non vi sono sportelli bancari e mancano completamente strutture sociali e sanitarie, il che alimenta un pendolarismo al quanto precoce non essendo garantita neppure l'istruzione primaria; la capacità ricettiva è limitata alla sola possibilità di ristorazione. L'esigua consistenza numerica della popolazione giustifica l'assenza di scuole di ogni ordine e grado e di strutture destinate alla diffusione della cultura e dell'informazione, quali biblioteche, musei ed emittenti radiotelevisive.

## Infrastrutture e trasporti

### Autolinee
- Trasporto extraurbano in direzione Pavia e Milano gestito da Autoguidovie.